# Kvistagylet
Kvistagylet är en sjö i Älmhults kommun i Småland och ingår i Skräbeåns huvudavrinningsområde.